# Honey (bài hát của Mariah Carey)
"Honey" là một bài hát của ca sĩ người Mỹ Mariah Carey nằm trong album phòng thu thứ sáu của cô, Butterfly. Nó được phát hành làm đĩa đơn đầu tiên trích từ album vào ngày 26 tháng 8 năm 1997 bởi Columbia Records. Bài hát được sáng tác và sản xuất bởi Carey, Puff Daddy, Q-Tip và Stevie J. Nó có chứa một phần giai điệu các bài hát "Hey DJ" của The World's Famous Supreme Team và "The Body Rock" của The Treacherous Three. "Honey" đã giúp tái lập định hướng âm nhạc mới trong sự nghiệp của Carey, thể hiện mong muốn tấn công vào thị trường nhạc hip hop.
Bài hát đã nhận được những lời ca ngợi bởi các nhà phê bình âm nhạc, gọi đây là quá trình chuyển đổi "đích thực" của cô. "Honey" rất thành công tại Hoa Kỳ, trở thành đĩa đơn thứ ba của Carey ra mắt ở vị trí số một trên bảng xếp hạng Billboard Hot 100, một thành tích mà vẫn chưa có nghệ sĩ nào xác lập tương tự. Bài hát trụ vững ngôi đầu trong 3 tuần. "Honey" cũng đạt hạng nhất tại Canada, và lọt vào top 10 tại Úc, New Zealand, Tây Ban Nha, Thụy Điển và Vương quốc Anh. Nó còn nhận hai đề cử giải Grammy vào năm 1998, ở hạng mục Trình diễn giọng R&B nữ xuất sắc nhất và Bài hát R&B xuất sắc nhất. Carey đã trình diễn bài hát trong nhiều chuyến lưu diễn khác nhau từ lúc phát hành, mà cô sẽ hát cả phiên bản gốc lẫn remix.
"Honey" còn nổi tiếng với phần video ca nhạc của nó, trong đó thể hiện một hình ảnh Carey gợi tình và ít bảo thủ hơn trước đó. Trong video, nữ ca sĩ bị bắt làm con tin và nhốt trong một căn biệt thự, sau đó cô thoát được trong một cốt truyện mang hơi hướng James Bond. Những cảnh tiếp theo, Carey thoát khỏi kẻ tấn công bằng xe mô-tô nước, nhảy lên một chiếc tàu với thủy thủ, và nô đùa trên một hòn đảo xinh đẹp với người yêu của mình. Nhiều người nhận ra sự tương đồng giữa những chi tiết trong video với những tin đồn về cuộc hôn nhân thất bại của Carey với Tommy Mottola.

## Danh sách bài hát
| Đĩa CDe 1. "Honey" (bản LP) – 4:59 2. "Honey" (Bad Boy Remix) – 5:32 Đĩa CD Maxi tại Mỹ 1. "Honey" (bản LP) – 4:59 2. "Honey" (Bad Boy Remix) – 5:32 3. "Honey" (Classic Mix) – 8:05 4. "Honey" (So So Def Mix) – 5:11 5. "Honey" (Classic Không lời) – 7:32 | Đĩa CD tại Vương quốc Anh #1 1. "Honey" (bản LP) – 4:59 2. "Honey" (Bad Boy Remix) – 5:32 3. "Honey" (bản mượt mà với phần giới thiệu) – 4:47 4. "Honey" (So So Def Mix) – 5:11 Đĩa CD tại Vương quốc Anh #2 1. "Honey" (bản LP) – 4:59 2. "Honey" (Classic Mix) – 8:05 3. "Honey" (Morales Club Dub) – 11:01 4. "Honey" (Mo' Honey Dub) – 7:24 5. "Honey" (Classic Không lời) – 7:32 |

## Xếp hạng
| Bảng xếp hạng (1997)                     | Vị trí cao nhất |
| ---------------------------------------- | --------------- |
| Úc (ARIA)                                | 8               |
| Áo (Ö3 Austria Top 40)                   | 39              |
| Bỉ (Ultratop 50 Flanders)                | 30              |
| Bỉ (Ultratop 50 Wallonia)                | 29              |
| Canada (Canadian Singles Chart)          | 2               |
| Canada Top Singles (RPM)                 | 1               |
| Canada Adult Contemporary (RPM)          | 8               |
| Canada Dance (RPM)                       | 1               |
| Europe (European Hot 100 Singles)        | 16              |
| Phần Lan (Suomen virallinen lista)       | 12              |
| Pháp (SNEP)                              | 39              |
| Germany (Official German Charts)         | 38              |
| Ireland (IRMA)                           | 19              |
| Italy (Musica e Dischi)                  | 10              |
| Japan (Oricon Singles Chart)             | 39              |
| Hà Lan (Dutch Top 40)                    | 8               |
| Hà Lan (Single Top 100)                  | 15              |
| New Zealand (Recorded Music NZ)          | 3               |
| Spain (PROMUSICAE)                       | 4               |
| Thụy Điển (Sverigetopplistan)            | 8               |
| Thụy Sĩ (Schweizer Hitparade)            | 23              |
| Anh Quốc (OCC)                           | 3               |
| Hoa Kỳ Billboard Hot 100                 | 1               |
| Hoa Kỳ Dance Club Songs (Billboard)      | 1               |
| Hoa Kỳ Hot Latin Songs (Billboard)       | 30              |
| Hoa Kỳ Hot R&B/Hip-Hop Songs (Billboard) | 2               |
| Hoa Kỳ Pop Airplay (Billboard)           | 10              |
| Hoa Kỳ Rhythmic (Billboard)              | 1               |
| Hoa Kỳ Tropical Airplay (Billboard)      | 12              |

| Bảng xếp hạng (1997)                 | Vị trí |
| ------------------------------------ | ------ |
| Australia (ARIA)                     | 50     |
| Canada Top Singles (RPM)             | 18     |
| Canada Adult Contemporary (RPM)      | 44     |
| Canada Dance (RPM)                   | 9      |
| Italy (Hit Parade)                   | 84     |
| Netherlands (Dutch Top 40)           | 105    |
| Netherlands (Single Top 100)         | 79     |
| New Zealand (Recorded Music NZ)      | 18     |
| Sweden (Sverigetopplistan)           | 91     |
| US Billboard Hot 100                 | 32     |
| US Hot R&B/Hip-Hop Songs (Billboard) | 37     |

| Quốc gia                                                                           | Chứng nhận | Số đơn vị/doanh số chứng nhận |
| ---------------------------------------------------------------------------------- | ---------- | ----------------------------- |
| Úc (ARIA)                                                                          | Vàng       | 35.000^                       |
| New Zealand (RMNZ)                                                                 | Vàng       | 5.000*                        |
| Hoa Kỳ (RIAA)                                                                      | Bạch kim   | 1,276,000                     |
| * Chứng nhận dựa theo doanh số tiêu thụ. ^ Chứng nhận dựa theo doanh số nhập hàng. |            |                               |